# Battaglia del Fischa
La battaglia del Fischa o battaglia del Leitha fu uno scontro che ebbe luogo l'11 settembre 1146 nei pressi del fiume Fischa, al confine tra il regno d'Ungheria e la marca d'Austria, che allora apparteneva alla signoria dei duchi di Baviera ed era governata dai margravi della dinastia dei Babenberg della Franconia.

## La battaglia
Gli eventi vengono narrati, tra le varie fonti, anche da Ottone di Frisinga, un arcivescovo tedesco che espone gli avvenimenti in maniera faziosa e dipinge gli ungheresi in maniera negativa. Gli avversari dei magiari si componevano un esercito bavarese guidato dal duca Enrico II di Babenberg e l'esercito ungherese sotto la guida del re Géza II e di suo zio, il palatino Beloš Vukanović, che in precedenza aveva svolto il ruolo di reggente e tutore del re minorenne. Entrambe le parti schierarono eserciti significativi. Prima della battaglia, Géza era «cinto di spada», il che significava che il giovane re era entrato nell'età adulta agli occhi del suo popolo.
Gli esploratori di Enrico non riuscirono a informarlo correttamente sui movimenti dell'esercito ungherese. Per questo motivo, non sapeva che gli ungheresi avevano attraversato il Leitha e, intravedendo molto fumo, pensò che si fossero ritirati e avessero incendiato i loro accampamenti. Quando lanciò il suo assalto, fu sorpreso nell'imbattersi nelle armate ungheresi a metà strada. Nonostante ciò, la cavalleria pesante tedesca prevalse sull'avanguardia dei siculi e dei peceneghi, che subirono ingenti perdite.
Quindi iniziarono intensi combattimenti tra le forze bavaresi e la seconda linea di difesa ungherese. Alla fine, Beloš riuscì a colpire alle spalle i tedeschi, ribaltando le sorti della battaglia. La carica della cavalleria di Géza, composta da circa 12 000 unità, assestò loro il colpo di grazia. Enrico fu costretto a ritirarsi e gli ungheresi li braccarono fino al fiume Fischa.